# 古洞门遗址
古洞门遗址，位于中国甘肃省庄浪县，为一个省级文物保护单位，类型为古遗址。
古洞门遗址的历史年代为新石器时代至青铜时代。